# Авл Марій Цельс
Авл Марій Цельс (лат. Aulus Marius Celsus; ? — 73 або 74) — державний та військовий діяч Римської імперії, консул-суффект 69 року.

## Життєпис
Про походження немає відомостей. Службу розпочав за імператора Клавдія. За імператора Нерона очолив XV Аполлонів легіон у провінції Паннонія. У 63 році на чолі свого легіону воював проти Парфії, підпорядковувався Гнею Доміцію Корбулону.
У 69 році призначається консулом-суффектом разом з Гнеєм Аррієм Антоніном. Після загибелі Нерона новий імператор Гальба відправив Цельса до Іллірії. Авл Марій користувався прихильністю наступних імператорів — Отона, Вітеллія та Веспасіана.
У 71 році призначений імператорським легатом-пропретором провінції Нижня Германія, а у 73 або 74 році — провінції Сирія. Незабаром після свого призначення Авл Марій Цельс помер.